# Никифор Бриєнній Старший
Никифор Бриєнній Старший (* Νικηφόρος Βρυέννιος ο πρεσβύτερος, д/н — після 1095) — політичний та військовий діяч Візантійської імперії, намагався захопити імператорський трон. Його син Никифор Бриєнній Молодший був відомим істориком. Бриєннія інколи в історичній літературі називають Врієннієм внаслідок невірного перекладу з грецької мови.

## Життєпис
Походив зі знатної та заможної родини Бриєнніїв. Був сином Никифора Бриєннія, етнарха та військовика. Розпочав кар'єру в часи володарювання Костянтина X. Під час правління імператора Романа IV брав участь у битві при Манцикерті 1071 року. Здійснюючи командування лівим крилом армії Візантії, він проявив себе відмінним військовиком, хоча в цілому армія зазнала невдачі. Лише війська на чолі з Бриєннієм зуміли організовано відступити з місця битви. У 1072–1073 роках обіймав посаду дукса феми Болгарія, у 1074–1076 роках — дукса Діррахіума. На останній посаді займався охороною Балканського узбережжя від норманів.
У 1077 році Никифора Бриєннія позбавили посади стратега Діррахіума, був незадоволений політикою імператора Михайла VII, оскільки той, поступився сельджукам великими територіями в Малій Азії. Тому Бриєнній зробив спробу захопити трон, оточивши Константинополь. Никифора підтримав його брат Іоанн, який зумів перетягнути на бік заколотників франкських і варязьких найманців. Війська братів об'єдналися біля міста Енос, а у листопаді 1077 року Бриєннія оголошено імператором. Потім силам заколотників вдалося зайняти Адріанополь.
Іоан Бриєнній мав намір захопити Константинополь, проте його напад відбили загони під командуванням Руселя та Олексія Комніна (майбутнього імператора). Але в результаті політична неспроможність Михайла дала можливість захопити владу Никифору Вотаніату. Новий імператор запропонував титул цезаря Бриєннію, але той відмовився. Після цього проти Никифора Бриєннія рушили війська на чолі із Олексієм Комніном. У вирішальній битві при Калаврії 1078 року Никифор Бриєнній зазнав нищівної поразки, його схопили в полон і осліпили. Так як він більш не уявляв ніякої загрози, Вотаніат повернув йому власність і нагородив новими титулами, насамперед протоновеліссимом.
Тривалий час мешкав у своєму маєтку поблизу Адріанополя. У 1094 році йому вдалося організувати ефективну оборону цього міста від половецьких орд, а незабаром від самозванця, який називав себе Костянтином Діогеном, сином імператора Романа IV.

## Родина
- Никифор (1062–1137), чоловік Ганни Комніни.
- донька, дружина Маріана Маврокатакалона, дуки флоту